# Carrello di trasbordo

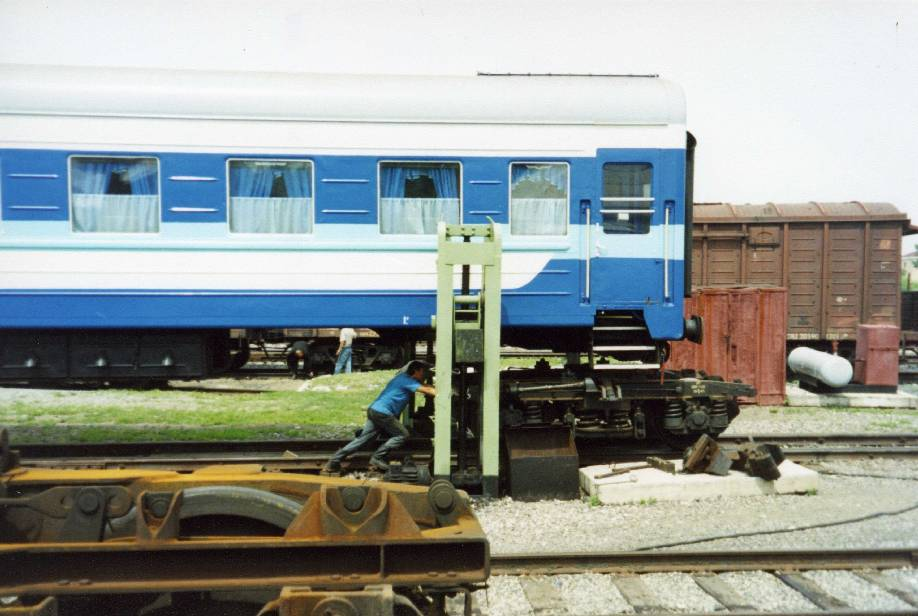
Sostituzione integrale di un carrello per cambio scartamento

Il carrello di trasbordo o carrello adattatore è un carrello ferroviario a due assi di piccolo diametro.
Questi carrelli portano un dispositivo che sostiene un asse ferroviario a scartamento normale. Sono utilizzati per fare circolare carri a scartamento normale sopra linee a scartamento ridotto. Il servizio è stato utilizzato solo per carri merci in maniera da evitare la movimentazione della merce da un carro all'altro in varie parti del paese. Per posizionare i carrelli si utilizza un particolare tratto di binario a quattro rotaie.
In Italia erano ammessi a questo servizio solo carri a due assi e da tempo il servizio non è più utilizzato.
Si trattava di un metodo alternativo a quello classico della sostituzione integrale del carrello al singolo vagone, metodo in uso quando una linea ferroviaria internazionale passa da un tipo di scartamento ad un altro, come ad esempio alla frontiera tra Polonia e Bielorussia, oppure tra Russia e Cina.